# The Girlie Show World Tour
The Girlie Show World Tour je četvrta koncertna turneja američke pjevačice Madonne u svrhu promocije petog studijskog albuma Erotica. Turneja je obišla Europu, obje Amerike, Australiju i Japan, a naziv je dobila po slici Edwarda Hoppera "Girlie Show". Turneja je zaradila preko 70 milijuna $.

## O turneji
Trebalo je samo 3 godine Madonni da nakon izjave poslije prethodne turneje da nikada više neće ići na turneju ponovno krene na još jednu. Nakon objave ove turneje je izjavila: "Ne vjerujte mi kad vam kažem da neću više nikada na tuneju."
Ovo je bila turneja u svrhu promocije njenog petog studijskog albuma Erotica izdanog 1992. Kao glavna tema koncerta se navodio "sex cirkus". To je bila mješavina rock koncerta, modnog koncerta, karnevala, kabarea i burleske. Za razliku od prošle turneje, ova je imala puno više složeniju građu pozornice. Cijelu turneju je osmislio Madonnin brat Christopher Ciccone dok se za kostime pobrinula modna kuća Dolce & Gabbana.
Madonna je izvela samo 3 koncerta u Sjedinjenim Dražavama. To je bilo vrlo neobično s obzirom na prijašnje turneje. Pretpostavljalo se da je razlog slaba prodaja albuma u SAD-u, kao i negativna slika o Madonni zbog izdavanja kjige Sex te filma Njezino tijelo kao dokaz.

## Pozadina koncerta
Koncert je podjeljen u 4 teme, tj. u 4 dijela:
- Dominatrix Segment

Koncert je započeo s Kaliopom koja je klaun pantomimičar. Ona zatim nestaje iza crvenih zavjesa, a na pozornicu izlazi Madonna obučena u stilu BDSM-a i izvodi prvu pjesmu na koncertu - "Erotica". Zatim slijedi pjesma "Fever" tijekom čije izvedbe Madonna skida svoje plesače a na kraju sve nestaje u plamenu. "Vogue" izvodi u hinduističnoj tematici. Slijedi izvedba "Rain" a Madonni se pridružuju dva prateća vokala. Nakon ove pjesme je kratki plesni interludij.
- Studio 54 Segment

U drugom dijelu se na pozornicu vraća na disco kugli koja se spušta prema dolje, na glavi ima plavu afro periku i u disco temi izvodi "Express Yourself" a zatim "Deeper and Deeper". Tijekom izvedbe "Why's It So Hard" na pozornici cijela njena postava simulira orgije, a nakon toga sama izvodi "In This Life". Slijedi interludij "The Beast Within" opet s prenaglašenom seksualnošću.
- Weimar Cabaret Segment

Treći dio započinje s "Like A Virgin". Madonna je obučena u odijelo u stilu Marlene Dietrich. Nastavlja s "Bye Bye Baby". Nakon izvedbe "I'm Going Bananas", nastavlja s "La Isla Bonita", a nakon toga u vojničkom stilu pjeva "Holiday".
- Encore

Na kraju u starom Viktorijanskom stilu izvodi "Justify My Love", a za završnu pjesmu bira "Everybody". Na samom kraju se spuštaju crveni zastori a Madonna zatvara koncert time što otpjeva "Everybody is a Star".

## Predgrupe
- UNV (SAD)
- Yonca Evcimik i Kenan Doğulu (Istanbul)
- Peter Andre (Australija)
- Mario Pelchat (Montreal)

## Popis pjesama
1. "Erotica"
2. "Fever"
3. "Vogue"
4. "Rain" (s elementima "Just My Imagination" i "Singin' in the Rain"
5. "Express Yourself"
6. "Deeper and Deeper"
7. "Why's It So Hard"
8. "In This Life"
9. "The Beast Within" (plesni interludij)
10. "Like a Virgin" (s elementima "Falling In Love Again")
11. "Bye Bye Baby"
12. "I'm Going Bananas"
13. "La Isla Bonita"
14. "Holiday" (s elementima "Holiday for Calliope")
15. "Justify My Love"
16. "Everybody" (s elementima "Everybody Is a Star", "Dance to the Music", "After the Dance" i "It Takes")

## Datumi koncerata
| Datum               | Grad           | Država     | Mjesto                           |
| ------------------- | -------------- | ---------- | -------------------------------- |
| Europa              |                |            |                                  |
| 25. rujna 1993.     | London         | UK         | Wembley Stadium                  |
| 26. rujna 1993.     | London         | UK         | Wembley Stadium                  |
| 28. rujna 1993.     | Pariz          | Francuska  | Palais Omnisports de Paris-Bercy |
| 29. rujna 1993.     | Pariz          | Francuska  | Palais Omnisports de Paris-Bercy |
| 1. listopada 1993.  | Pariz          | Francuska  | Palais Omnisports de Paris-Bercy |
| 5. listopada 1993.  | Tel Aviv       | Izrael     | Hayarkon Park                    |
| 7. listopada 1993.  | Istanbul       | Turska     | Inonu Stadium                    |
| Sjeverna Amerika    |                |            |                                  |
| 11. listopada 1993. | Toronto        | Kanada     | SkyDome                          |
| 12. listopada 1993. | Toronto        | Kanada     | SkyDome                          |
| 14. listopada 1993. | New York       | SAD        | Madison Square Garden            |
| 15. listopada 1993. | New York       | SAD        | Madison Square Garden            |
| 17. listopada 1993. | New York       | SAD        | Madison Square Garden            |
| 19. listopada 1993. | Philadelphia   | SAD        | The Spectrum                     |
| 21. listopada 1993. | Auburn Hills   | SAD        | The Palace of Auburn Hills       |
| 23. listopada 1993. | Montreal       | Kanada     | Olympic Stadium                  |
| Latinska Amerika    |                |            |                                  |
| 26. listopada 1993. | Bayamón        | Portoriko  | Juan Ramón Loubriel Stadium      |
| 30. listopada 1993. | Buenos Aires   | Argentina  | River Plate Stadium              |
| 31. listopada 1993. | Buenos Aires   | Argentina  | River Plate Stadium              |
| 3. studenog 1993.   | Sao Paulo      | Brazil     | Morumbi Stadium                  |
| 6. studenog 1993.   | Rio de Janeiro | Brazil     | Maracanã Stadium                 |
| 10. studenog 1993.  | Mexico City    | Meksiko    | Foro Sol                         |
| 12. studenog 1993.  | Mexico City    | Meksiko    | Foro Sol                         |
| 13. studenog 1993.  | Mexico City    | Meksiko    | Foro Sol                         |
| Australija          |                |            |                                  |
| 19. studenog 1993.  | Sydney         | Australija | Sydney Cricket Ground            |
| 24. studenog 1993.  | Brisbane       | Australija | ANZ Stadium                      |
| 26. studenog 1993.  | Melbourne      | Australija | Melbourne Cricket Ground         |
| 27. studenog 1993.  | Melbourne      | Australija | Melbourne Cricket Ground         |
| 29. studenog 1993.  | Melbourne      | Australija | Melbourne Cricket Ground         |
| 1. prosinca 1993.   | Adelaide       | Australija | Adelaide Oval                    |
| 3. prosinca 1993.   | Sydney         | Australija | Sydney Cricket Ground            |
| 4. prosinca 1993.   | Sydney         | Australija | Sydney Cricket Ground            |
| Japan               |                |            |                                  |
| 7. prosinca 1993.   | Fukuoka        | Japan      | Fukuoka Dome                     |
| 8. prosinca 1993.   | Fukuoka        | Japan      | Fukuoka Dome                     |
| 9. prosinca 1993.   | Fukuoka        | Japan      | Fukuoka Dome                     |
| 13. prosinca 1993.  | Tokio          | Japan      | Tokyo Dome                       |
| 14. prosinca 1993.  | Tokio          | Japan      | Tokyo Dome                       |
| 16. prosinca 1993.  | Tokio          | Japan      | Tokyo Dome                       |
| 17. prosinca 1993.  | Tokio          | Japan      | Tokyo Dome                       |
| 19. prosinca 1993.  | Tokio          | Japan      | Tokyo Dome                       |

Otkazani koncerti
- 2. listopada 1993. Frankfurt, Njemačka

## Uspjeh turneje
- Madonna je rasprodala koncert od 70.000 karata u Hayarkon Parku u Tel Avivu
- Koncert u Istanbulu je prodao 54.000 karata, i postao najveći koncert na stadionima u Turskoj
- Madonna je održala 2 konerta na londonskom Wembley Stadium s prodanih 144.000 karata
- 2 koncerta u Torontu su privukla 50.880 ljudi i zaradila 1.495.000 $
- 3 koncerta u Madison Square Garden su privukla 43.353 fanova sa zaradom od 2.020.000 $
- U Philadelphiai je bilo 13.810 ljudi a zarada je bila 500.280 $
- Prvi puta da je Madonna bila na Morumbi Stadionu, a prodano je 86.000 karata
- Koncert na Maracani u Rio de Janeiru je privukao 120.000 gledatelja
- 3 koncerta u Mexico Cityu su rasprodala 156.000 karata i zaradila 8.928.000 $ - što je u to vrijeme bila 13. najveća zarada na koncertima
- 3 koncerta u Melbourneu su gledala 165.000 fanova
- Iako je na Adelaide Oval u Adelaideu kapacitet do 35.000, na koncertu je prisustvovalo 40.000 gledatelja